# رو جه وون
رو جه وون (کره‌ای: 노재원؛ زادهٔ ۱۳ اکتبر ۱۹۹۳) بازیگر اهل کره جنوبی است. او به خاطر ایفای نقش در دوز روزانه آفتاب، شک و بازی مرکب شناخته می‌شود.

## فیلم‌شناسی

### فیلم
- همدردی (۲۰۲۲)

### مجموعه تلویزیونی
- دی.پی. ۲ (۲۰۲۳)
- دوز روزانه آفتاب (۲۰۲۳)
- پارادوکس قاتل (۲۰۲۴)
- عمو سام‌شیک (۲۰۲۴)
- شک (۲۰۲۴)
- بازی مرکب ۲ (۲۰۲۴)